# ام‌وی کاولون بریج
ام‌وی کاولون بریج (به انگلیسی: MV Kowloon Bridge) یک کشتی بود که طول آن ۲۹۴٫۲ متر (۹۶۵ فوت ۳ اینچ) بود. این کشتی  در سال ۱۹۷۳ ساخته شد.